# Nagyenyedi evangélikus templom
A nagyenyedi evangélikus templom múltja és történelme szorosan összekapcsolódik a nagyenyedi vártemplom történelmével.
Nagyenyed honfoglalás kori település, tehát nagyjából 896 és 900 között létesült. Összeköti a keletet és a nyugatot a főútvonalon a Maros mentén.
A nagyenyedi vártemplomot 1239-ben építették toronnyal együtt, melyet őrtoronynak is használtak. 1241-ben a tatárjárás idején már a várfal is fel volt épülve. A nagyenyedi lakosok ide menekültek a támadók elől, de a tatárjárás így is megtizedelte Erdély lakosságát. Ezért IV. Béla szászokat telepített be az elnéptelenedett vidékekre, többek között Nagyenyedre is. A szászok hozták be a szőlőtermesztést és a borászatot is. A nagyenyedi szász közösség elhatározta, hogy saját templomot épít a vártemplom mellé; ez 1333-ban lett kész. Ekkor még a vártemplom és a mellé épített szász kicsi templom is katolikus volt.
1517. október 31-én Luther Márton kiszegezte a wittenbergi vártemplom kapujára a 95 tételt, és ezzel elkezdődött a reformáció, melynek hulláma elérte Nagyenyedet is. 1554-ben Nagyenyed lakossága papjaival együtt áttért a megújult vallásra. Az 1564-es nagyenyedi zsinaton szétvált a lutheránus evangélista egyház és a kálvinista református egyház. A magyarok reformátusok és a szászok evangélikusok lettek. Ekkor a katolikus vallás teljesen eltűnik a városból. Csak az 1700-as években jelenik meg újra, amikor megalapítják az enyedi minorita szerzetesrendet.
Az 1800-as években a kis evangélikus templomot rossz állapota miatt renoválták, újjáépítették.
Az 1899–1900-as években Nagyenyed lakossága a római katolikus egyház levéltárának adatai szerint 11 000 magyar, 800 szász és 600 román, amiből a magyarok nagy része református, a szászok nagy része evangélikus. A románok egy része görögkatolikus és másik része ortodox.
A II. világháború után, 1945 januárjában a szászok java részét Oroszországba deportálták. Ezzel megcsappant az evangélikusok száma. A nagyenyedi lutheránus evangélikus egyház kb. az 1947-es évekig önálló lelkésszel rendelkezett (a régi evangélikus parókia a vártemplom mögött volt), később a szászsebesi lelkész jött a megcsappant lélekszámú gyülekezetbe.
Svájcból érkezett Nagyenyedre úgynevezett „Paul bácsi”, aki a sok segélyen kívül egy házat is hozott magával – szó szerint. A svájci házat (Casa Helvetica) darabjaira bontva hozta el Svájcból, és itt összerakták. Ő gyűjtötte össze a nagyenyedi szászokat és német ajkú embereket hetente egyszer egy Német Fórumra, amely összejövetelt, beszélgetést, közös éneklést jelentett.
Az utolsó enyedi evangélikus lelkész neve Riffelt volt. Jelenleg (2015-ben) Gyulafehérvárról jön egy lelkész, akit Wagnernek hívnak, és összesen 28 gyülekezete van. Télen egyáltalán nem, a melegebb hónapokban kb. havonta tart istentiszteletet a kb. 6 személyt számláló nagyenyedi evangélikus gyülekezetben.

## Külső hivatkozások
- A nagyenyedi evangélikus templom facebook oldala